# Trichoscypha bijuga
Trichoscypha bijuga är en sumakväxtart som beskrevs av Adolf Engler. Trichoscypha bijuga ingår i släktet Trichoscypha och familjen sumakväxter. Inga underarter finns listade i Catalogue of Life.